# Cotillon

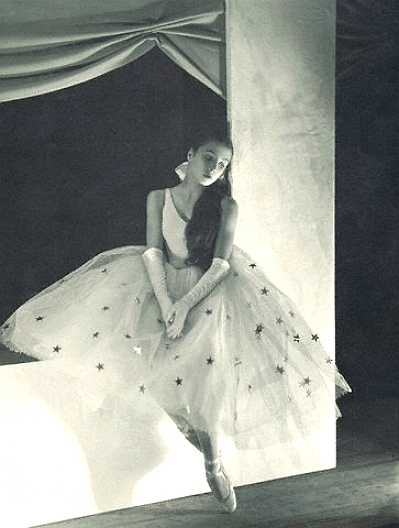
Ryska ballerinan Tamara Toumanova i baletten Cotillon

Cotillon är en balett koreograferad av George Balanchine och med musik av Emmanuel Chabrier. Cotillon uruppfördes den 12 april 1932 av Ballet Russe de Monte Carlo. Rollen som den unga flickan dansades av Tamara Toumanova.